# 관동로
관동로(Gwandong-ro)는 충청북도 괴산군 괴산읍 소수삼거리에서 괴산군 불정면 세평사거리를 잇는 61km 도로이다.

## 주요 경유지
충청북도
- 괴산군 (괴산읍 . 불정면)

## 노선 경로
전 구간 지방도 제508호선에 속하므로 이에 대한 별도 표기는 생략한다.
| 이름          | 접속 노선                 | 소재지 | 소재지 | 비고 |
| ------------- | ------------------------- | ------ | ------ | ---- |
| 소수삼거리    | 소수로                    | 괴산군 | 소수면 |      |
| 수리교        |                           | 괴산군 | 소수면 |      |
| 세평삼거리    | 지방도 제508호선 (문무로) | 괴산군 | 불정면 |      |
| 문무로와 직결 |                           |        |        |      |